# Кратко Роман Зіновійович
Рома́н Зіно́війович Кратко́ (23 листопада 1990 — 11 липня 2014) — старший солдат 24-ї окремої механізованої бригади Збройних сил України, учасник російсько-української війни на Сході України.

## Життєпис
Народився 1990 року в селі Сабанівка. 2008 року закінчив ЗОШ № 2 Радехова, 2010-го — Луцьке вище професійне училище будівництва та архітектури, професія «слюсар-сантехнік». Пройшов строкову військову службу у Повітряних силах, працював на ПП «Центр Безпеки Бізнесу», Львів.
Весною 2014-го мобілізований, майстер відділення технічного обслуговування автомобілів, гусеничних тягачів і транспортерів, ремонтний взвод ремонтної роти, батальйон матеріально-технічного забезпечення, 24-та окрема механізована бригада.
11 липня 2014 року в районі села Зеленопілля Луганської області приблизно о 4:30 ранку російсько-терористичні угрупування обстріляли з РСЗВ «Град» блокпост українських військовиків, внаслідок обстрілу загинуло 19 військовослужбовців, Роман зазнав поранення, помер при евакуації на гелікоптері — від втрати крові.
Без Романа лишились батьки, дружина.
19 липня 2014-го похований у селі Сабанівка.

## Нагороди та вшанування
14 березня 2015 року — за особисту мужність і героїзм, виявлені у захисті державного суверенітету та територіальної цілісності України, вірність військовій присязі під час російсько-української війни, відзначений — нагороджений орденом «За мужність» III ступеня (посмертно).
11 липня 2015-го у Радехові на фасаді ЗОШ № 2 відкрито меморіальну дошку Роману Кратку.